# Parrocchia di Washington
La parrocchia di Washington (in inglese Washington Parish) è una parrocchia dello Stato della Louisiana, negli Stati Uniti. La popolazione al censimento del 2000 era di 43 926 abitanti. Il capoluogo è Franklinton.
La parrocchia (in Louisiana le parrocchie costituiscono un livello amministrativo equivalente a quello delle contee degli altri stati degli USA) fu creata nel 1819.